# Panorama (Joecool)
Panorama è il primo album degli Joecool, prodotto dal Polydor nel 1993.

## Tracce
1. Solo per questa notte
2. Gesù diverso
3. Un grande film
4. La notte dei cristalli
5. Panorama
6. L'uomo di acqua
7. Vivo
8. Ridere di sé
9. Dauee Blaee
10. Il mio amico più strano
11. Sposi d'Irlanda